# 洮南府
洮南府，清朝的府。
光绪三十年（1904年）置，治所在今吉林省洮安县。辖境约当今吉林省洮安、通榆、大安、镇贲、白城等县市和内蒙古自治区突泉县。1918年废。